# Hippoporina tchukotkensis
Hippoporina tchukotkensis är en mossdjursart som först beskrevs av Arnold Girard Kluge 1952.  Hippoporina tchukotkensis ingår i släktet Hippoporina och familjen Bitectiporidae. Inga underarter finns listade i Catalogue of Life.